# Ради Кузманов
Ради Трайков Кузманов е български политик от БКП, два пъти герой на социалистическия труд на България.

## Биография
Ради Кузманов е роден на 22 май 1927 г. в София. Работи в кооперация „Елпром“ През 1949 г. започва работа в трансформаторна фабрика, която по-късно се обединява с моторната фабрика в силнотоков завод „Васил Коларов“. Там заема длъжността началник на генераторния цех. Завършва задочно техникума по електротехника „Киров“. След това е изпратен на специализация в завода „Електросила“, Ленинград, СССР. Член е на БКП от 1953 г. Впоследствие е член на Бюрото на Коларовския район на София на БКП и на градския комитет на БКП. От 1971 до 1996 г. е член на Държавния съвет на Народна република България. В периода 1971 – 1990 г. е член на ЦК на БКП. Народен представител в 5, 6, 7, 8 и 9 народни събрания от Коларовски район в София.
Награждаван е два пъти със званието „Герой на социалистическия труд“ (указ № 255 от 28 май 1964 и указ № 515 от 27 март 1976) и с орден „Георги Димитров“ (1972), орден „Народна република България“ – I ст. (1977) както и с орден „13 века България“.